# Кальмус
Ка́льмус — деревня в Бегуницком сельском поселении Волосовского района Ленинградской области.

## Название
Деревня названа в честь Тидо Кальмуса, местного активиста, убитого кулаками 31 октября 1930 года.

## История
Деревня была образована после Октябрьской революции из нескольких эстонских хуторов. Первоначально она называлась по соседней деревне — посёлок Пежевицы.
Согласно переписи населения СССР 1926 года в посёлке Пежевицы Ославского сельсовета Врудской волости Кингисеппского уезда проживали 147 человек, все эстонцы.

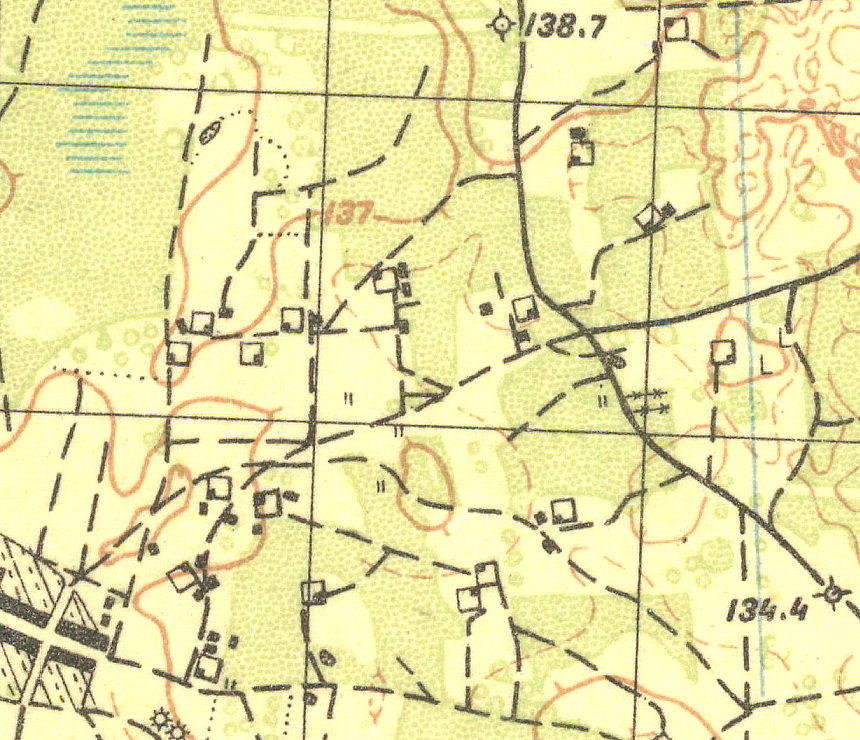
Хутора при деревне Пежевицы. 1930 год

С 1 января 1948 года посёлок учитывается областными административными данными как отдельная деревня Кальмус в составе Терпилицкого сельсовета Волосовского района.
В 1950 году из пяти отдельных колхозов был создан объединённый колхоз «Красное знамя».
В 1960 году деревня Кальмус вошла в совхоз «Терпилицы».
С 1963 года деревня находится в составе Кингисеппского района.
С 1965 года вновь в составе Волосовского района. В 1965 году население деревни Кальмус составляло 167 человек.
По данным 1966, 1973 и 1990 годов деревня Кальмус также входила в состав Терпилицкого сельсовета.
В 1997 году в деревне Кальмус проживали 29 человек, в 2002 году — 32 человека (русские — 81 %), деревня относилась к Терпилицкой волости. 
В 2007 году в деревне проживали 44 человека, она входила в состав Терпилицкого сельского поселения.
7 мая 2019 года деревня вошла в состав Бегуницкого сельского поселения.

## География
Деревня расположена в центральной части района на автодороге 41К-053 (Рогатино — Горки).
Расстояние до административного центра поселения — 2,9 км.
Расстояние до ближайшей железнодорожной станции Волосово — 8 км.

## Демография
| 2002 | 2007 | 2010 | 2017 |
| ---- | ---- | ---- | ---- |
| 32   | ↗44  | ↘22  | ↗45  |

### Национальный состав
Согласно данным Всероссийской переписи населения 2021 года в деревне проживали 44 человека, из них:
 русские — 41, другие национальности — 3 человека.